# Paravilla winburni
Paravilla winburni är en tvåvingeart som beskrevs av Hall 1981. Paravilla winburni ingår i släktet Paravilla och familjen svävflugor. Inga underarter finns listade i Catalogue of Life.